# Хавајска гитара
Хавајска гитара је жичани музички инструмент, који је модификација шпанске гитаре, која је била прилично заступљена на хавајским острвима тридесетих година деветнаестог века.

## Историјат инструмента
Верује се да је Јозеф Кекуку био прва особа која је држала гитару преко својих колена на начин на који се држи цитра са праговима, и прелазио трзалицом преко жица свирајући модерну хавајску музику по којој је познат. 

Почетком 20. века, хавајска гитара је постала популарна у САД и произвођачи су почели да продају моделе уз које је продавана посебна врста челичног реквизита за леву шаку у облику шипке као прибор за клизеће свирање тзв. слајд - отуда амерички термин "челична гитара" 

## Употреба инструмента
Ван Хаваја, употреба хавајске гитаре је ограничена на фолклорне ансамбле где је сетан звук главна одлика многих песама које најчешће говоре о изгубљеној љубави. Свирач је држао слајд шипку у једној руци док су на прстима друге руке биле посебне навлаке којима су се трзале жице. 1950-е су уведене специјалне педале и полуге као помоћ за брзе промене штима. Хавајска гитара, која се свира на коленима извођача, је најчувенија по глисандо ефекту који је постигнут превлачењем челичне шипке преко жица.